# Краснолюдки

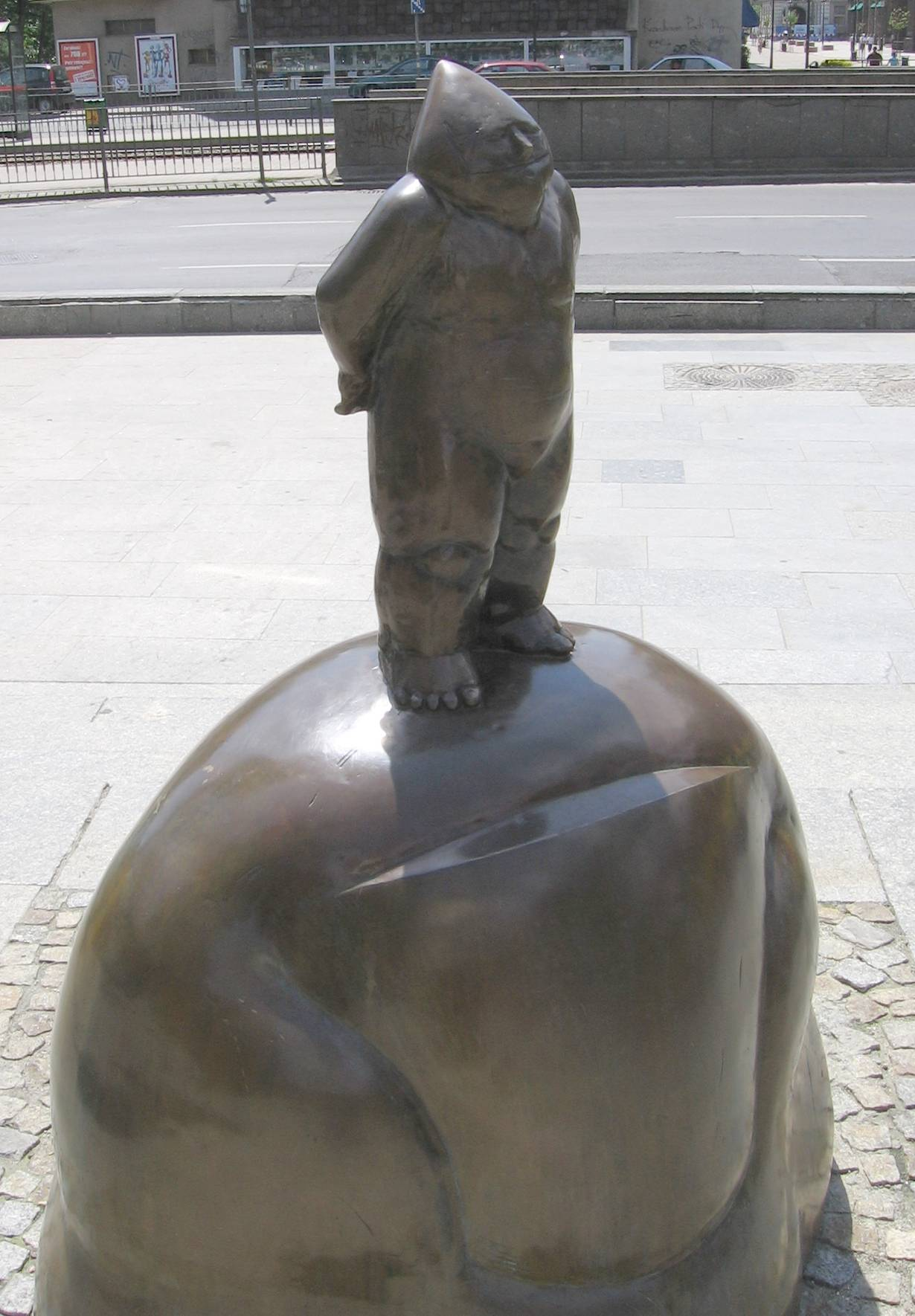
Краснолюдек — памятник, посвящённый неформальной организации «Оранжевая альтернатива» (Вроцлав, Польша)

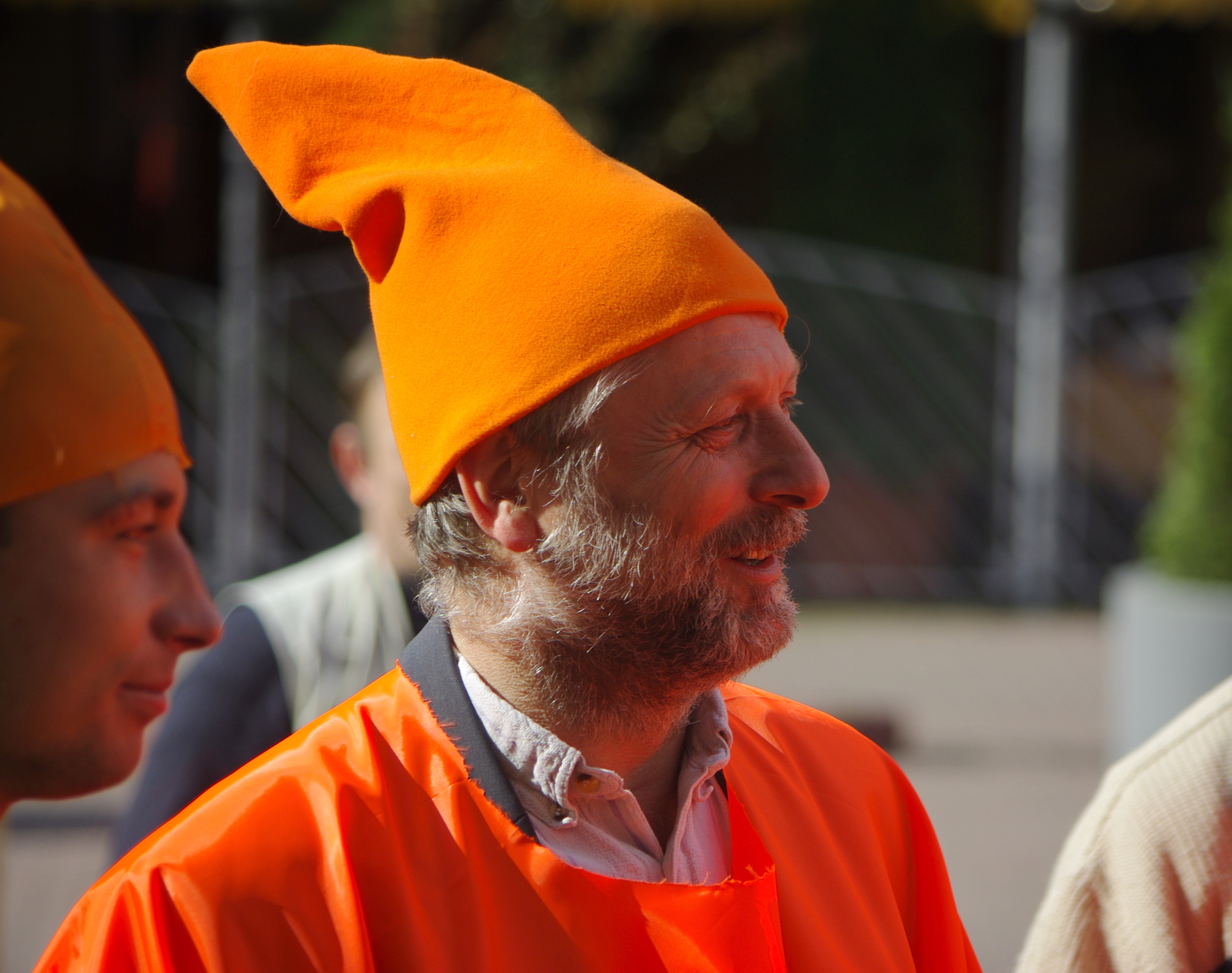
Основатель «Оранжевой альтернативы» польский художник Вальдемар Фидрих в костюме краснолюдка

Краснолюдки (пол. Krasnoludki, Krasnale, Skrzaty, бел. Красналюдкі) — в польской и белорусской мифологии народ карликов. По своей мифологии аналогичны западноевропейским гномам и серболужицким людкам. Предполагается, что антропологически мифология краснолюдков происходит от веры в души умерших предков или младенцев. Считаются защитниками человеческих жилищ. Днём краснолюдки прячутся под порогом, за печью, в мышиных норах, по закоулкам кузницы или конюшни. Ночью, когда люди ложатся спать, краснолюдки выходят из своих убежищ и до первых петухов обходят человеческое жилище, заканчивают прерванные работы по дому и стерегут детей от злых духов. Иногда встречаются представления, что краснолюдки вредят людям. Важным элементом одежды краснолюдков является красный остроконечный колпак, от которого произошло польское и белорусское наименование этих существ.
Представления о краснолюдках имеют немецкое происхождение. В польской этнографии и литературе они впервые встречаются на рубеже XVI—XVII веков. В некоторых регионах Польши их также называют «красналь» или «скшат». В польской мифологии краснолюдки отличаются от западноевропейских гномов, которые ниже людей, но намного выше краснолюдков, считаются по отношению к человеку злыми существами, любят золото и живут в каменных шахтах. По отношению к гномам, которые упоминаются в современной европейской литературе фэнтези и западном кинематографе, в польском языке используется слово «krasnolud», которое ввела Мария Скибневская, сделавшая в 1961 году первый перевод книги Толкиена «Властелин колец» (хотя оно встречалось в польской литературе и раньше, в частности в повести Марии Конопницкой «О краснолюдках и сиротке Марысе»: W nagłej trwodze małe Krasnoludki w wielkich Krasnoludów zamienić się mogą!)
Во второй половине 80-х годов XX столетия краснолюдки были эмблемой польского антикоммунистического движения «Оранжевая альтернатива».